# Lasioglossum maidli
Lasioglossum maidli är en biart som först beskrevs av Blüthgen 1925.  Lasioglossum maidli ingår i släktet smalbin, och familjen vägbin. Inga underarter finns listade i Catalogue of Life.